# Josué Balamandji
Josué Kossingou Balamandji (Bangui, 9 agosto 1989) è un calciatore centrafricano, centrocampista del Red Star 2.